# Garrison Mathews
Garrison Mathews (Franklin, 24 de outubro de 1996) é um jogador norte-americano de basquete profissional que atualmente joga no Atlanta Hawks da National Basketball Association (NBA).
Apelidado de "Gary Bird", ele jogou basquete universitário na Universidade Lipscomb e foi nomeado o Jogador do Ano da ASUN Conference em 2019.

## Carreira universitária

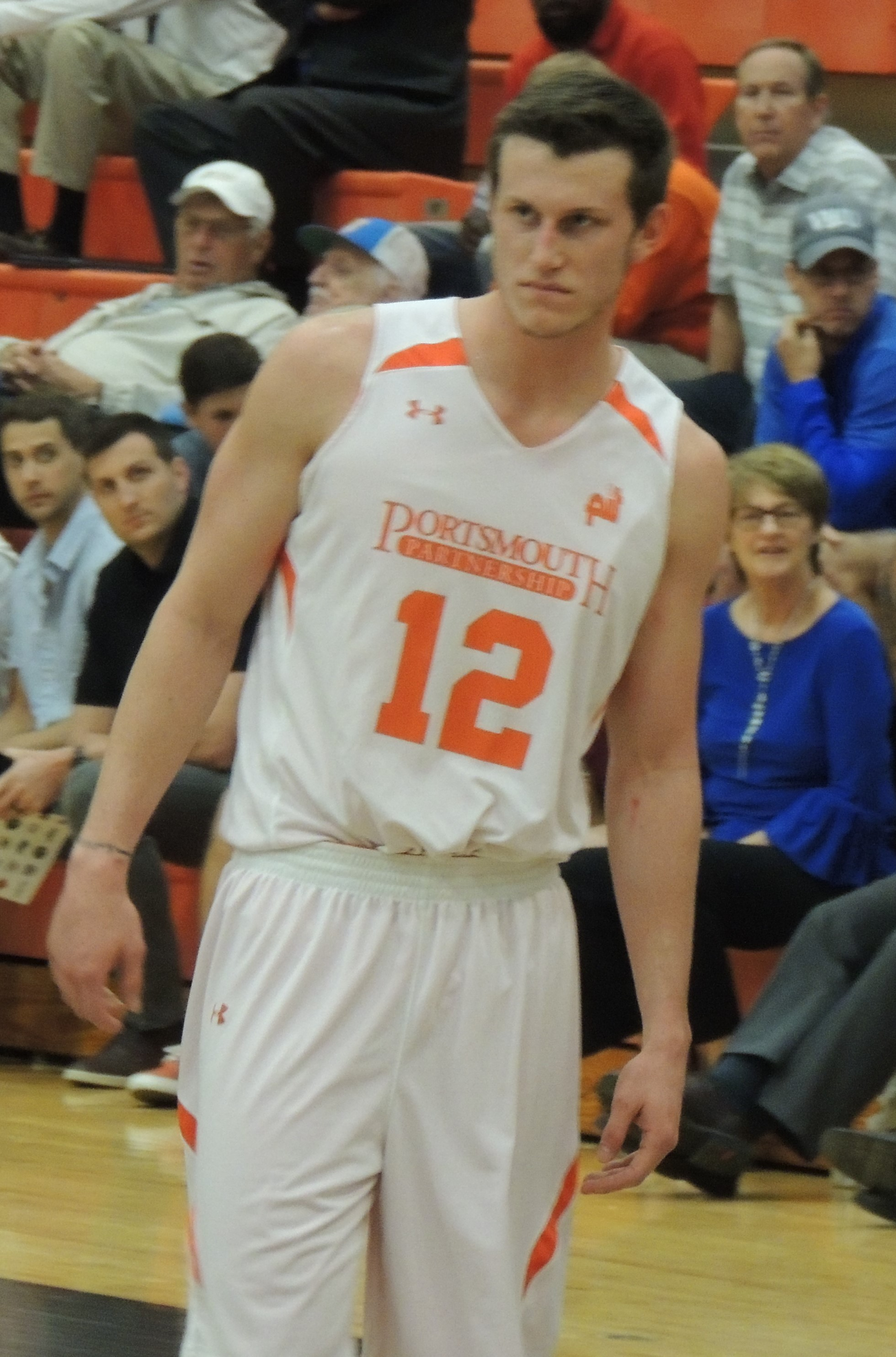
Mateus em 2019

Mathews era um atleta de esportes duplos na Franklin High School em Franklin, Tennessee, jogando basquete e futebol americano. Na Universidade Lipscomb, Mathews se dedicou exclusivamente ao basquete pela primeira vez. Ele se tornou um dos melhores jogadores da história da universidade, estabelecendo os recordes da era da Divisão I da universidade em pontuação em um único jogo, pontuação na carreira e cestas de três pontos.
Em sua terceira temporada, Mathews liderou a sua equipe ao seu primeiro Torneio da NCAA. Em sua última temporada, ele foi nomeado o Jogador do Ano da Atlantic Sun. Ele também levou Lipscomb ao vice-campeonato do NIT de 2019. Mathews marcou 44 e 34 pontos nas quartas de final e semifinais do torneio, respectivamente, para ajudar a equipe a chegar a final, onde foram derrotados por Texas. Em sua última temporada, Mathews teve médias de 20,8 pontos.

## Carreira profissional

### Washington Wizards (2019–2021)
Depois de não ter sido selecionado no draft da NBA de 2019, Mathews assinou um contrato bilateral com o Washington Wizards da National Basketball Association (NBA). Sob os termos do acordo, ele dividiu seu tempo entre os Wizards e o seu afiliado da G-League, o Capital City Go-Go.
Em 23 de outubro de 2019, Mathews fez sua estreia na NBA em uma derrota por 100-108 para o Dallas Mavericks e contribuiu com uma assistência. Em 30 de dezembro, ele marcou 28 pontos, o recorde de sua carreira, na vitória por 123–105 sobre o Miami Heat.

### Houston Rockets (2021–2023)
Em 28 de setembro de 2021, Mathews assinou com o Boston Celtics mas foi dispensado no final dos treinamentos. Em 18 de outubro, ele foi contratado pelo Houston Rockets, que mais tarde transformou seu acordo em um contrato de mão dupla com o Rio Grande Valley Vipers. Em 18 de dezembro, os Rockets anunciaram que haviam convertido o acordo bilateral de Mathews em um contrato padrão.

### Atlanta Hawks (2023–presente)
Em 9 de fevereiro de 2023, Mathews e Bruno Fernando foram negociados com o Atlanta Hawks em troca de Justin Holiday, Frank Kaminsky e 2 futuras escolhas de segunda rodada.

## Estatísticas da carreira

### NBA

#### Temporada regular
| Ano      | Equipe     | PJ  | PT | MPJ  | AP   | 3P   | LL   | RT  | AS  | BR | TO | PPJ  |
| -------- | ---------- | --- | -- | ---- | ---- | ---- | ---- | --- | --- | -- | -- | ---- |
| 2019–20  | Washington | 18  | 0  | 12.6 | .429 | .413 | .912 | 1.3 | .6  | .4 | .1 | 5.4  |
| 2020–21  | Washington | 64  | 24 | 16.2 | .409 | .384 | .884 | 1.4 | .4  | .5 | .1 | 5.5  |
| 2021–22  | Houston    | 65  | 33 | 26.3 | .399 | .360 | .794 | 2.9 | 1.0 | .8 | .3 | 10.0 |
| 2022–23  | Houston    | 45  | 0  | 13.4 | .353 | .342 | .911 | 1.4 | .5  | .5 | .1 | 4.8  |
| 2022–23  | Atlanta    | 9   | 0  | 9.4  | .419 | .400 | .875 | 1.2 | .3  | .1 | .1 | 4.8  |
| 2023–24  | Atlanta    | 66  | 5  | 15.0 | .456 | .440 | .810 | 1.4 | .6  | .3 | .1 | 4.9  |
| Carreira | Carreira   | 192 | 57 | 17.1 | .397 | .374 | .875 | 1.7 | .6  | .5 | .1 | 5.8  |

#### Playoffs
| Ano  | Equipe     | PJ | PT | MPJ | AP   | 3P   | LL   | RT | AS | BR | TO | PPJ |
| ---- | ---------- | -- | -- | --- | ---- | ---- | ---- | -- | -- | -- | -- | --- |
| 2021 | Washington | 3  | 0  | 5.7 | .000 | .000 | .800 | .7 | .0 | .0 | .0 | 1.3 |

### Universidade
| Ano      | Equipe   | PJ  | PT  | MPJ  | AP   | 3P   | LL   | RT  | AS  | BR  | TO | PPJ  |
| -------- | -------- | --- | --- | ---- | ---- | ---- | ---- | --- | --- | --- | -- | ---- |
| 2015–16  | Lipscomb | 33  | 12  | 20.8 | .403 | .349 | .732 | 3.4 | 1.5 | .8  | .2 | 10.9 |
| 2016–17  | Lipscomb | 32  | 32  | 31.3 | .458 | .352 | .726 | 5.6 | 2.3 | .8  | .2 | 20.4 |
| 2017–18  | Lipscomb | 33  | 32  | 30.4 | .465 | .381 | .799 | 5.5 | 1.8 | 1.0 | .3 | 21.7 |
| 2018–19  | Lipscomb | 36  | 36  | 30.1 | .443 | .403 | .860 | 5.5 | 1.9 | .8  | .3 | 20.8 |
| Carreira | Carreira | 134 | 112 | 28.1 | .442 | .371 | .779 | 5.0 | 1.8 | .8  | .2 | 18.4 |